# Beatles VI
Beatles VI foi o sétimo lançamento dos Beatles pela Capitol Records nos Estados Unidos e no Canadá. Foi lançado a 14 de Junho de 1965. Além de trazer músicas dos álbums Beatles For Sale e Help, o Beatles VI trazia consigo também uma canção inédita, Bad Boy, que só seria lançada nos outros países, no ano de 1966 (inclusive no Reino Unido).

## Músicas
Todas as faixas escritas e compostas por Lennon–McCartney, exceto quando marcadas. 
| Lado 1 |                                                                                         |                    |         |  |
| N.º    | Título                                                                                  | Vocais             | Duração |  |
| 1.     | "Medley: "Kansas City"/"Hey-Hey-Hey-Hey!" (Jerry Leiber, Mike Stoller/Richard Penniman) | McCartney          | 2:30    |  |
| 2.     | "Eight Days a Week"                                                                     | Lennon e McCartney | 2:43    |  |
| 3.     | "You Like Me Too Much" (George Harrison)                                                | Harrison           | 2:34    |  |
| 4.     | "Bad Boy" (Larry Williams)                                                              | Lennon             | 2:17    |  |
| 5.     | "I Don't Want to Spoil the Party"                                                       | Lennon e McCartney | 2:33    |  |
| 6.     | "Words of Love" (Buddy Holly)                                                           | Lennon e McCartney | 2:10    |  |

| Lado 2 |                               |                                 |         |  |
| N.º    | Título                        | Vocais                          | Duração |  |
| 1.     | "What You're Doing"           | McCartney                       | 2:30    |  |
| 2.     | "Yes It Is"                   | Lennon com Harrison e McCartney | 2:40    |  |
| 3.     | "Dizzy Miss Lizzy" (Williams) | Lennon                          | 2:51    |  |
| 4.     | "Tell Me What You See"        | McCartney e Lennon              | 2:35    |  |
| 5.     | "Every Little Thing"          | Lennon e McCartney              | 2:01    |  |